# Eleições em 2006
Este calendário eleitoral de 2006 apresenta uma lista das eleições directas nationais e federais decorridas em 2006 nos diferentes estados e seus territórios dependentes. Referendos são também incluídos.
Para as próximas eleições, veja calendário eleitoral actual.

## Janeiro
- 15 de janeiro de 2006: Chile, Presidente - 2.ª volta (vitória: Michele Bachelet, PSC)
- 15 de janeiro de 2006: Finlândia, Presidente - 1.ª volta
- 22 de janeiro de 2006: Cabo Verde, Parlamento
- 22 de janeiro de 2006: Portugal, Presidente (vitória: Aníbal Cavaco Silva)
- 23 de janeiro de 2006: Canadá, Parlamento
- 25 de janeiro de 2006: Autoridade Nacional Palestiniana, Parlamento (vitória: Hammas)
- 29 de janeiro de 2006: Finlândia, Presidente - 2.ª volta

## Fevereiro
- 5 de fevereiro de 2006: Costa Rica, Presidente e Assembleia
- 7 de fevereiro de 2006: Haiti, Presidente - 1.ª volta e Municípios
- 8 de fevereiro de 2006: Nepal, Parlamento
- 12 de fevereiro de 2006: Cabo Verde, Presidente
- 11 a 15 de fevereiro de 2006: Tokelau, Referendo sobre o estatuto de estado associado.
- 23 de fevereiro de 2006: Uganda, Presidente e Parlamento

## Março
- 1 de março de 2006: África do Sul, Municipal
- 5 de março de 2006: Benim, Presidente
- 7 de março de 2006: Países Baixos, Municipal
- 12 de março de 2006: El Salvador, Assembleia
- 12 de março de 2006: Colômbia, Assembleia
- 19 de março de 2006: Bielorrússia, Presidente
- 26 de março de 2006: São Tomé e Príncipe, Parlamento
- 26 de março de 2006: Ucrânia, Parlamento
- 28 de março de 2006: Israel, Parlamento (Knesset)
- 31 de março de 2006: Samoa, Fono

## Abril
- 2 de abril de 2006: Tailândia, Parlamento
- 5 de abril de 2006: Ilhas Salomão, Parlamento
- 9 de abril de 2006: Peru, Presidente e parlamento
- 9 de abril de 2006: Hungria, Parlamento
- 9 e 10 de abril de 2006: Itália, Parlamento
- 19 de abril de 2006: Tailândia, Senado
- 21 de abril de 2006: Haiti, Parlamento (2.ª volta)
- 23 de abril de 2006: Hungria, Parlamento (2.ª volta)
- 30 de abril de 2006: Laos, Parlamento

## Maio
- 3 de maio de 2006: Chade, Presidente
- 4 de maio de 2006: Reino Unido, Governos locais
- 6 de maio de 2006: Singapura, Parlamento
- 6 a 13 de maio de 2006: Fiji, Câmara de Representantes
- 14 de maio de 2006: Comores, Presidente
- 16 de maio de 2006: República Dominicana, Parlamento
- 21 de maio de 2006: Chipre, Parlamento
- 21 de maio de 2006: Montenegro, Referendo sobre a independência montenegrina
- 28 de maio de 2006: Colômbia, Presidente
- 31 de maio de 2006: Montserrat, Presidente

## Junho
- 2 e 3 de junho de 2006: República Checa, Câmara de deputados
- 4 de junho de 2006: Peru, Presidente - 2ª volta
- 4 de junho de 2006: São Marino, Parlamento
- 17 de junho de 2006: Eslováquia, Parlamento
- 25 de junho de 2006: Mauritânia, Referendo constitucional
- 29 de junho de 2006: Koweit, Parlamento (Mulheres participam pela primeira vez)

## Julho
- 2 de julho de 2006: México, Presidente e Congresso
- 5 de julho de 2006: Macedônia (atual Macedônia do Norte), Parlamento
- 28 a 30 de julho de 2006: Seychelles, Presidente
- 30 de julho de 2006: República Democrática do Congo, Presidente e Parlamento
- 30 de julho de 2006: São Tomé e Príncipe, Presidente

## Agosto
- 3 de agosto de 2006: Tuvalu, Parlamento
- 28 de agosto de 2006: Guiana, Parlamento e Presidente
- 28 de agosto de 2006: Estónia, Presidente

## Setembro
- 10 de setembro de 2006: Montenegro, Parlamento
- 17 de setembro de 2006: Suécia, Parlamento
- 17 de setembro de 2006: Transdnistria, Referendo
- 22 de setembro de 2006: Gâmbia, Presidente
- 26 de setembro de 2006: Iémen, Presidente
- 28 de setembro de 2006: Zâmbia, Presidente e Parlamento

## Outubro
- 1 de outubro de 2006: Bósnia e Herzegovina, Eleições gerais
- 1 de outubro de 2006: Brasil, Presidente; Governadores - 1ª turno; Senadores; Deputados Federais; Deputados Estaduais
- 7 de outubro de 2006: Letónia, Parlamento
- 15 de outubro de 2006: Equador, Presidente
- 29 de outubro de 2006: Brasil, Presidente; Governadores (em alguns estados) - 2ª turno
- Outubro de 2006: Gâmbia

## Novembro
- 7 de novembro de 2006: Estados Unidos da América, Câmara dos Representates e Senado (um terço)